# Marvel vs. Capcom: Infinite
Marvel vs. Capcom: Infinite (яп. マーベル VS. カプコン：インフィニット Ма:бэру ба:сасу Капуком — Инфинитто) — компьютерная игра-кроссовер в жанре файтинга 2017 года, разработанная и изданная японской компанией Capcom для домашних консолей и компьютеров. Является продолжением Marvel vs. Capcom 3: Fate of Two Worlds и шестым проектом во франшизе Marvel vs. Capcom. Как и в предыдущих частях серии, игроки проводят командные поединки с участием персонажей из вселенных Marvel Comics и Capcom, однако формат сражений 3 на 3 изменён на 2 на 2. Несмотря на исчезновение вспомогательных атак персонажей поддержки, теперь игрок может мгновенно переключаться между двумя выбранными бойцами для формирования непрерывных комбо из их ударов. Также в игре появляется механика Камней Бесконечности: в зависимости от выбранного камня персонажи либо приобретают уникальные способности, либо становятся сильнее.
Анонс Infinite состоялся в декабре 2016 года, во время мероприятия Sony PlayStation Experience. После выхода Ultimate Marvel vs. Capcom 3 на PlayStation Vita в 2012 году материнская компания Marvel The Walt Disney Company не стала продлевать лицензию Capcom на использование персонажей издательства комиксов и вместо этого решила поместить их в свою игровую серию Disney Infinity. Тем не менее, Capcom вновь приобрела эту лицензию после закрытия игрового подразделения Disney в 2016 году. Разработчики Infinite изменили устоявшийся игровой процесс, чтобы проект стал более доступным для новых игроков, чем предыдущие части. Одной из главных особенностей игры является кинематографичное повествование. По сюжету, персонажи вселенных Marvel и Capcom объединяют усилия, чтобы спасти свои слившиеся миры от новой угрозы в лице Альтрона-Сигмы.
Релиз Infinite для PlayStation 4, Xbox One и Windows состоялся в сентябре 2017 года. Игра получила преимущественно положительные отзывы. Рецензенты различных изданий хвалили новые элементы игрового процесса, но в то же время критиковали её визуальную составляющую и ограниченный набор персонажей. Игра не оправдала ожиданий Capcom: при запланированном тираже в размере 2 млн копий к концу декабря 2017 года было продано около 1 млн копий.

## Игровой процесс

Скриншот игрового процесса битвы Тора с Чун-Ли, иллюстрирующий переход к боям 2 на 2 и активацию Камней Бесконечности

Как и в случае с предыдущими частями Marvel vs. Capcom, Infinite представляет собой файтинг, в котором игроки соревнуются друг с другом в командных поединках с участием персонажей из франшиз Marvel Comics и Capcom. Изначально в игре доступно 30 бойцов — как новых, так и вернувшихся героев и злодеев из прошлых проектов серии, а шесть дополнительных персонажей появляются в качестве загружаемого контента. Для победы в сражении пользователю необходимо полностью исчерпать очки здоровья противника или сохранить большее количество этих очков, чем он после истечения таймера. В Infinite формат сражений 3 на 3 был изменён на 2 на 2, как в Clash of Super Heroes и более ранних проектах франшизы. В отличие от прошлых частей, в Infinite игрок не может использовать вспомогательные атаки находящегося за пределами экрана персонажа поддержки; вместо этого в игру была добавлена механика Active Switch: игрок может мгновенно переключаться между двумя выбранными бойцами, даже во время анимации атаки или в случае нахождения основного персонажа в воздухе. Таким образом, пользователь в состоянии задействовать обоих бойцов в нападении и обороне и формировать непрерывные комбо из их атак.
Как и в предыдущих играх Marvel vs. Capcom, под очками здоровья персонажей находится «шкала гиперкомбо», которая заполняется по мере нанесения или получения урона в бою После её заполнения игрок может либо использовать сопровождающуюся кинематографичным видеороликом серию мощных ударов «гиперкомбо», либо применить новую механику Counter Switch — в этом случае пользователь призывает на помощь напарника, который освобождает персонажа из непрерывного вражеского комбо. Шкала гиперкомбо в Infinite ограничена четырьмя зарядами, в отличие от Marvel vs. Capcom 2 и 3, где таких зарядов было пять.
В Infinite изменилась система управления из Marvel vs. Capcom 3 — теперь как и в Marvel vs. Capcom 2 есть четыре отвечающие за лёгкие и тяжёлые удары руками и ногами кнопки атаки, а также две дополнительные кнопки, используемые для смены персонажей и активации сил Камней Бесконечности. Для менее опытных игроков предусмотрена система «автокомбо», при которой наземные и воздушные комбо выполняется путём многократного нажатия кнопки лёгкого удара. Кроме того, пользователи могут активировать некоторые гиперкомбо простым нажатием двух кнопок тяжёлой атаки.
В игре появилась механика Камней Бесконечности, напоминающая схожую механику из Marvel Super Heroes. Игрок выбирает один из шести доступных артефактов перед началом боя. Каждый камень даёт одну уникальную способность, известную как «Всплеск Бесконечности», которая может быть активирована в любой момент сражения: например, Камень Силы отбрасывает противника ударной волной, а Камень Пространства наоборот притягивает его к персонажу игрока. Вторая, более сильная способность, под названием «Шквал Бесконечности» может быть активирована после того, как пользователь заполнит шкалу Бесконечности как минимум наполовину: по аналогии с механикой X-Factor из Marvel vs. Capcom 3 использовавший её боец становится сильнее в течение ограниченного периода времени. Усиление также зависит от выбранного камня: например, Камень Силы увеличивает силу бойцов, а Камень Пространства создаёт ограничивающую подвижность противников энергетическую клетку.
В Infinite есть различные однопользовательские и многопользовательские режимы. К первой категории относятся: содержащий двухчасовую сюжетную кампанию Story Mode; Arcade Mode, в котором игроки сражаются с несколькими управляемыми ИИ противниками, а затем противостоят финальным боссам — Альтрону-Сигме и Альтрону-Омеге; Mission Mode — игрок проходит обучающие миссии и испытания; Training Mode, позволяющий отточить боевые навыки в тренировочном бою; Versus Player 2 — локальные поединки между двумя пользователями; Versus CPU — игрок противостоит управляемому ИИ оппоненту; и Collection Mode, который содержит дополнительные разблокированные по мере прохождения игры материалы, включая сюжетные ролики, информацию о персонажах и локациях, эскизы и звуковые дорожки. В многопользовательском режиме игрок проводит матчи с другими игроками по сети, чтобы повысить свой рейтинг и подняться в таблице лидеров, и матчи, которые не влияют на рейтинг, а также пребывает в лобби вместе с другими игрокам — до 8 человек. Также в онлайн-режиме есть «Лига новичков», в которой игроки с низким рейтингом соревнуются за переход в более высокие рейтинги.
1. 1 2 3 4 5 6  Загружаемый контент

## Сюжет
Джеда Дохма посещает Смерть и предлагает ей объединиться для достижения равновесия между жизнью и смертью в обоих мирах. Чтобы собрать шесть Камней Бесконечности Смерть обманом заставляет Таноса и Альтрона помочь ей, даровав первому Камень Пространства и отправив последнего в город Абель за Каменем Реальности. Сигма перехватывает Альтрона, после чего оба заключают союз и предают своих партнёров, используя Камни Пространства и Реальности, чтобы объединить различные вселенные и слиться в единое существо под названием «Альтрон-Сигма». В попытках уничтожить всё живое они выпускают усовершенствованный вирус Сигмы, который превращает органических существ в лояльных киборгов. Объединившие усилия герои из различных миров освобождают Таноса из тюрьмы Альтрона-Сигмы и помещают его под наблюдение в Башню Мстителей. Чтобы завоевать их доверие, Танос раскрывает местонахождение оставшихся четырёх Камней Бесконечности, и герои отправляются на их поиски.
Рю, Чунь Ли, Капитан Америка и Халк отправляются в Ваканду за Каменем Временем, однако правитель государства Чёрная пантера отказывается отдать его. Прибывают дроны Альтрона-Сигмы, которые распространяют заражающий Да’рена Морана вирус. После того как Рю и Халк побеждают существо, Чёрная пантера соглашается отдать им Камень. Затем Данте, Морриган, Призрачный гонщик, Артур и Доктор Стрэндж отправляются в Тёмное Королевство, где сталкиваются с Джедой, который использует Камень Души, чтобы скормить души симбиоту, намереваясь использовать его против Альтрона-Сигмы. Пока герои сражаются с Дормамму и Файрбрандом, Джеда сбегает с Камнем. Тем временем Железный человек поручает Человеку-пауку помочь Крису Редфилду проникнуть на объект А.И.М.бреллы. Там они находят Фрэнка Уэста и Майка Хаггара и обнаруживают, что МОДОК по требованию Джеды превращает людей в оснащённое симбиотами биоорганическое оружие. Герои побеждают подчиняющегося МОДОКу Немезиса и забирают Камень Разума, однако вскоре после этого на них нападают Джеда и Мега-симбиот. На Луне Забвения Капитан Марвел, Енот Ракета, Гамора, Нова, Страйдер Хирю и Экс побеждают союзника Альтрона-Сигмы Грандмастера Мейо и освобождают Зеро из-под его контроля. После извлечения Камня Силы активируется защитный механизм, сбрасывающий реактор с вирусом Сигмы на Землю, в сторону Нью-Метро-Сити.
В то время как Доктор Лайт, Железный человек, Натан Спенсер и Соколиный Глаз создают позволяющее использовать Камни Бесконечности оружие, на Башню Мстителей нападает Альтрон-Сигма. Во время развернувшегося сражения Танос вырывается из заточения и атакует Альтрона-Сигму; в этот момент рассыпается Камень Реальности. Герои используют свои камни, чтобы уничтожить симбиота и падающее ядро, однако заражаются вирусом Сигмы в процессе. Затем заражённые герои отправляются в Эксгард, чтобы проникнуть в лабораторию Сигмы и завершить своё оружие — Бластер Бесконечности. Когда Танос узнаёт о союзе Смерти и Джеды, он приходит в ярость и предаёт героев, создавая механизированную перчатку, которая поглощает Сацуи но Хадо Рю, а затем уходит мстить. После того как Данте забирает Камень Души у Джеды, он прибывает в Эксгард и делает вид, что отдаёт камень Альтрону-Сигме. Камень подавляет не имеющего благородной души киборга, в результате чего тот превращается в Альтрона-Омегу, которого герои уничтожают с помощью заряженного силой четырёх камней Бластера Бесконечности.
Несмотря на нейтрализацию воздействие вируса, вселенные не могут разделиться из-за повреждения Камня Реальности. Герои соглашаются защищать новый мир и разделяют Камни Бесконечности между собой, чтобы сохранить их в безопасности. В сцене после титров Джеда говорит Смерти, что у него есть другой план, однако их прерывает прибывший Танос, который намеревается отомстить. Веря, что Сатсуи но Хадо способен убить бессмертных, таких как Смерть и Джеда, он готовится атаковать их с помощью приёма Го Хадокена.

## Разработка
После выхода Ultimate Marvel vs. Capcom 3 для PlayStation Vita в 2012 году новая материнская компания Marvel The Walt Disney Company, которая приобрела её в 2009 году, не стала продлевать лицензию Capcom на использование персонажей Marvel и вместо этого решила поместить их в свою серию Disney Infinity. По этой причине в 2013 году Capcom отозвала Ultimate Marvel vs. Capcom 3, Marvel vs. Capcom 2: New Age of Heroes и Marvel vs. Capcom Origins из Xbox Live Arcade и PlayStation Network.
В мае 2016 года представители Disney объявили о закрытии игрового подразделения компании, что позволило сторонним разработчикам игр, включая Capcom, вернуться к переговорам на предмет приобретения лицензии на использование персонажей Marvel. 3 декабря того же года во время мероприятия Sony PlayStation Experience состоялся анонс Marvel vs. Capcom: Infinite. В тот же день после завершения турнира Capcom Cup 2016 были представлены первые кадры её игрового процесса. Руководителем проекта стал Норио Хиросэ, который ранее являлся программистом X-Men vs. Street Fighter, Marvel Super Heroes vs. Street Fighter и Marvel vs. Capcom: Clash of Super Heroes, а также работал над другими файтингами Capcom, такими как Project Justice и Capcom vs. SNK: Millennium Fight 2000.
В разработке игры участвовали сотрудники Capcom Japan, Capcom USA и Marvel Games. По словам исполнительного продюсера Marvel Games Майка Джонса, Infinite создавалась как «более элегантная и упрощённая» игра по сравнению с предыдущими частями серии Marvel vs. Capcom, но при этом оставалась такой же «сложной и хардкорной». Хотя разработчики стремились сохранить основные элементы серии — такие как воздушные комбо — нетронутыми, они также хотели подчеркнуть самодостаточность проекта на фоне прошлых игр, в результате чего привычный игровой процесс претерпел несколько изменений. Создатели долгое время обдумывали возможность изменить формат сражений 3 на 3 из Marvel vs. Capcom 2 и 3 и, в конечном итоге, остановились на варианте с командными боями 2 и 2. Продюсер Майк Эванс надеялся, что упрощённая система позволит менее опытным игрокам играть в Infinite без чрезмерных напряжений.
В качестве компенсации удаления вспомогательных атак персонажей-поддержки, разработчики добавили шесть Камней Бесконечности, которые не только предоставили дополнительные преимущества командам игрока и противника, но и разнообразили игровой процесс. Marvel и Capcom сравнили Камни Бесконечности с механикой Groove System из Capcom vs. SNK 2. Камни Бесконечности задумывались как средства поддержания игрового баланса, так как с их помощью игроки могли компенсировать недостатки бойцов и укрепить их сильные стороны. По словам разработчиков, внедрение Камней Бесконечности и концепция «бесконечных возможностей [игрового процесса]» повлияли на их решение назвать проект Marvel vs. Capcom: Infinite вместо Marvel vs. Capcom 4. Чтобы выделить Infinite на фоне прошлых частей разработчики решили создать игру на движке Unreal Engine 4, который позволил им сгенерировать более кинематографичные и современных визуальных эффекты, чем в Marvel vs. Capcom 3.
Выделенный на разработку Infinite бюджет составил чуть больше половины суммы, использованной для разработки загружаемого контента Street Fighter V, из-за чего создатели игры повторно использовали ресурсы из предыдущих проектов, в частности Marvel vs. Capcom 3, чтобы сэкономить время и ресурсы.
По словам Эванса и ассоциированного продюсера Питера Росаса, разработчики изучали сильные и слабые стороны каждого вернувшегося персонажа и корректировала их, добавляя новые движения и способности, чтобы сбалансировать их. Они отбирали бойцов по двум критериям — потенциальной роли в сюжете и боевому стилю. Разработчики стремились добавить в проект представителей различных архитипов, от невысоких и проворных персонажей вроде Страйдера Хирю до массивным бойцов наподобие Халка. За разработку дизайна персонажей Marvel отвечали сотрудники научно-исследовательского подразделения Capcom в Японии, которые черпали вдохновение как из комиксов, так и из фильмов. Представители Marvel тесно сотрудничали с разработчиками над обеспечиванием аутентичности образов их героев. Во время E3 2017 Эванс заявил, что он и его команда добавили в игру только тех персонажей, которых Marvel продвигала на тот момент или планировала продвигать в будущем.
Чтобы привлечь к Infinite не только фанатов франшизы и жанра файтингов, но и поклонников фильмов, комиксов и телесериалов Marvel, разработчики из Capcom придумали более кинематографичный сюжет по сравнению с историями из предыдущих игр Marvel vs. Capcom. Креативный директор Marvel Games Билл Роземанн заявил, что они отталкивались от недавних проектов Marvel — Spider-Man от Insomniac Games и Guardians of the Galaxy от Telltale Games, в которых упор делался на повествовании и персонажах. Во время DICE 2017 Роземанн отметил, что представители Marvel Games не заставляли своих партнёров по разработке связывать их игры с сюжетными линиями комиксов издательства и предоставили им творческую свободу для создания оригинальных историй и новых интерпретаций персонажей. Сценарист Infinite Пол Гарднер писал сюжет под контролем со стороны Роземана и игрового подразделения Marvel. Он присоединился к проекту в начале 2015 года и завершил сценарий в 2016 году. Представители Marvel согласовывали с разработчиками из Capcom различные изменения, анимации, музыку и сюжетную кампанию. В работе над игрой также участвовал ведущий сценарист Marvel vs. Capcom 3 Фрэнк Тьери.
По словам разработчиков, при создании Infinite они учитывали критику в адрес другого проекта Capcom — Street Fighter V. Обозреватели сетовали на отсутствие контента в этой игре, поэтому представители компании решили привнести больше разнообразии в однопользовательские и многопользовательские режимы. Чтобы избежать проблем с мультиплеером, как это было в случае со Street Fighter V, сотрудники Capcom отказались от своих серверов в пользу выделенных серверов Sony и Microsoft. Отсутствие кросс-платформинга в Infinite Эванс объяснил аналогичными проблемами в Street Fighter V. В отличие от пятой части Street Fighter, в игре не предусмотрены денежные операции.

## Выпуск
Релиз Marvel vs. Capcom: Infinite в Северной Америке и Европе для PlayStation 4, Xbox One и Windows состоялся 19 сентября 2017 года, 21 сентября игра вышла в Японии. Capcom выпустила игру в трёх изданиях — стандартном, Deluxe и коллекционном. Оформившие предварительный заказ стандартного издания пользователи получали скины злого Рю и воина Тора. Предварительные заказы издание Deluxe содержали альтернативные костюмы злого Рю, воина Тора, гладиатора Халка и Command Mission X, а также «Набор персонажей 2017». Коллекционное издание, в состав которого вошло содержимое издания Deluxe, включает диорамы четырёх персонажей — Железного человека, Капитана Марвел, Мегамена Экса и Чунь Ли от компании TriForce, а также кейс с шестью светодиодными копиями Камней Бесконечности. Альтернативный скин майор Кэрол Дэнверс является эксклюзивом версии для PlayStation 4. 12 июня 2017 года, по окончании пресс-конференции Sony на E3 была выпущена демоверсия сюжетной кампании. В феврале 2018 года Infinite была указана в Microsoft Store как игра категории Play Anywhere.
Вместе с выпуском игры представители Capcom анонсировали свою первую всемирную серию турниров по Infinite под названием «Battle for the Stones». Помимо рассылки специальных приглашений семи чемпионам по Marvel vs. Capcom 3 из Evolution Championship Series, сотрудники компании провели шесть мероприятий под названием «Infinity Stone Tournaments». Победитель каждого из них получал Камень Бесконечности, которые предоставляли им различные преимущества на «Battle for the Stones»: например, Камень Пространства позволил своему владельцу поменять его положение в турнирной сетке, чтобы сразиться с другим противником, а Камень Разума — выбирать команду противника. Другие участники могли захватить Камни Бесконечности в случае победы над их обладателями. Также представители Capcom провели три региональных онлайн-турнира, чтобы заполнить оставшиеся места в сетке. Финал проходил в Анахайме (Калифорния) с 9 по 10 декабря 2017 года, а его призовой фонд составил 30 000 $. Победу одержал Джонатан «Cloud805» Моралес, который получил 20 000 $ и кубок «Infinity Gauntlet».

### Загружаемый контент
«Набор персонажей 2017» представляет собой загружаемый контент, который добавляет в игру шесть дополнительных бойцов — Чёрную пантеру, Охотницу на Чудовищ, Сигму, Чёрную вдову, Венома и Зимнего солдата; первые три персонажа стали доступны для загрузки 17 октября 2017 года, а остальные — 5 декабря. Пользователи, которые оформили предварительный заказ фильма «Человек-паук: Возвращение домой» в интернет-магазинах PlayStation 4 и Xbox One до 24 октября 2017 года могли получить скин Превосходного Человека-паука. 17 октября Capcom выпустила три тематических набора, каждый из которых содержал шесть скинов: набор Avenging Army (Железный человек, Соколиный глаз, Тор, Данте, Спенсер, Артур), набор World Warriors (Капитан Америка, Капитан Марвел, Халк, Крис, Рю, Чунь Ли) и набор Mystic Masters (Доктор Стрэндж, Дормамму, Призрачный гонщик, Морриган, Файрбренд, Немезис). Эти костюмы можно приобрести по отдельности или в рамках единого набора Premium Costume Pass, который также содержит наборы Stone Seekers Pack (Человек-паук, Альтрон, Танос, Джеда, Фрэнк, Хаггар) и Cosmic Crusaders Pack (Енот Ракета, Гамора, Нова, Страйдер Хирю, Экс, Зеро); он стал доступен для приобретения 5 декабря того же года.

### Связанные медиа
В феврале 2017 года, во время презентации на Американской международной ярмарке игрушек представители Hasbro анонсировали линейку фигурок по мотивам Marvel vs. Capcom: Infinite. В мае  того же года сотрудники Marvel анонсировали эксклюзивные обложки Marvel vs. Capcom, которые поступили в магазины комиксов в течение августа. Также компания издала основанный на игре эксклюзивный комикс от GameStop. В сентябре Marvel презентовала новую линейку коллекционных фигурок Funko Pop!, изображающие бойцов Infinite в их премиальных альтернативных костюмах; фигурки поступили в продажу в ноябре 2017 года.
В мае 2024 года известный представитель сообщества файтингов Максимилиан Дуд вместе с художником и моддером компьютерных игр Ryn/WistfulHopes возглавили разработку обновляющего графику Infinite мода. В моде под названием Marvel vs. Capcom: Infinite & Beyond используется сел-шейдинговый стиль, подобный тому, что был в Marvel vs. Capcom 3. Хотя изначальная цель Beyond заключалась в обновлении визуальных эффектов, в нём появились новые арты, музыка, режимы и был изменён баланс. В разработке мода, которая продлилась восемь месяцев, приняли участие более сорока человек; по словам Дуда, он потратил около 30 000 $ из собственных сбережений, чтобы расплатиться со всеми. Бесплатный релиз Beyond состоялся в декабре 2024 года.

## Восприятие
| Сводный рейтинг       | Сводный рейтинг                     |
| Агрегатор             | Оценка                              |
| --------------------- | ----------------------------------- |
| GameRankings          | 70,43 %                             |
| Metacritic            | PC: 69/100 PS4: 72/100 XONE: 77/100 |
| Иноязычные издания    |                                     |
| Издание               | Оценка                              |
| Destructoid           | 7,5/10                              |
| Game Informer         | 8,25/10                             |
| GameSpot              | 8/10                                |
| GamesRadar+           | [ 81 ]                              |
| IGN                   | 7,7/10                              |
| Polygon               | 7,7/10                              |
| VentureBeat           | 75/100                              |
| Русскоязычные издания |                                     |
| Издание               | Оценка                              |
| StopGame.ru           | Похвально                           |
| «Игромания»           | 7/10                                |

### До выпуска
До выхода Infinite различные игровые рецензенты неоднозначно восприняли изменения игрового процесса, в частности изменение формата сражения на 2 на 2 и исчезновение вспомогательных атак персонажей-поддержки. Суриэль Васкес из Game Informer и Уэсли Ин-Пул из Eurogamer заявили, что Infinite может стать спорным проектом, особенно для опытных игроков, так как обе вырезанные механики были определяющими для Marvel vs. Capcom на протяжении почти двух десятилетий. Аналогичные опасения были у обозревателя IGN Дэниела Крупа, по мнению которого у фанатов франшизы могло сложиться впечатление, что разработчики «разбавляют» игру для новых игроков. В то же время Васкес, Крупа и Васкес оценили эти изменения положительно. Дэвид Хоутон из GamesRadar и Ян Уокер из Kotaku похвалили стремление разработчиков создать доступную среду для новичков.
Изначально рецензенты критиковали визуальную составляющую Infinite. Сравнив предстоящую игру с предшествовавшей ей Marvel vs. Capcom 3 Алекс Дональдсон из VG247 заявил, что «художественный стиль кажется неправильным или в худшем случае незавершённым… в том виде, в котором он есть сейчас». Эту позицию разделили Серхио Фигероа из Gamereactor и Ник Вальдес из Destructoid, которые сетовали на внутриигровые моделями персонажей и HUD. Фигероа назвал дизайн бойцов упрощённым и не достаточно детализированным. Критике также подверглась демоверсия игры: например, в своей рецензии для Polygon Дэвид Кабрера заявил, что она подчеркнула недостатки проекта, такие как незавершённые модели персонажей и нелепая озвучка, а Бен Ривз из Game Informer назвал её недостаточно креативной. Принимая во внимание отзывы прессы, представители Capcom объявили о намерении выпустить улучшающий визуальную составляющую игры патч.

### После выпуска
По данным агрегатора рецензий Metacritic, Marvel vs. Capcom: Infinite получила преимущественно положительные отзывы; версия для PC имеет 69 баллов из 100, для PlayStation 4 — 72 балла, а для Xbox One — 77 баллов.
Критики хвалили изменение механик командных сражений и добавление Камней Бесконечности. По мнению Тамура Хуссейна из GameSpot, разработчикам удалось упростить боевую систему без ущерба игровому процессу. Рецензент сравнил Infinite с «чистым холстом», а её механики с «кистями для рисования уникального супергеройского отряда». Челси Старк и Джефф Рамос из Polygon также положительного оценили изменения игрового процесса, отметив, что новая система командных сражений открывает больше возможностей для создания хитроумных комбо. Обозревателя IGN Дарри Хаски впечатлило стремление разработчиков переосмыслить устоявшиеся со времён X-Men vs. Street Fighter элементы, такие как система помощи. Кроме того, Хаски назвал решение заменить третьего персонажа каждой команды на Камень Бесконечности — «жемчужиной» геймдизайна Infinite; по его мнению, эта задумка работает настолько хорошо, что концепция трёх персонажей воспринимается как пережиток прошлого. Бен Ривз из Game Informer заявил, что оптимизированная боевая система и добавление авто-комбо и упрощенных суператак позволят новичкам «чувствовать себя как дома».
Рецензенты раскритиковали художественное оформление игры. Хаски назвал дизайн персонажей плохим, а музыка к игре, по его мнению, легко забывается и пропускается мимо ушей. По мнению Старка и Рамоса, в Infinite была показана самая безвкусная эстетика из всех проектов франшизы. Крис Картер из Destructoid также сетовал на визуальные эффекты, назвав художественный стиль «преступлением против человечности». В своей рецензии для GamesRadar Сэм Прелл отметил, что игра «безнадежно теряется… в тени собственной родословной», отдав предпочтение сел-шейдинговой графике Marvel vs. Capcom 3 и «шелковисто-гладким спрайтам» из Marvel vs. Capcom 2. Уэсли Ин-Пул из Eurogamer возненавидел художественный стиль и отнёсся к нему как к отчаянной попытке привлечь внимание поклонников Кинематографической вселенной Marvel; по мнению рецензента, графика игры не понравится не только фанатам фильмов, но и комиксов. Сергей Жигальцев из Игромании также назвал графику средней.
Также критике подверглись список персонажей, который был меньше, чем в Ultimate Marvel vs. Capcom 3, и переработка некоторых бойцов. Майк Минотти из VentureBeat был разочарован малым количеством героев-новичков, а Инь-Пул и Алексей Лихачёв из StopGame.ru единичными героинями. Рецензенты сетовали на исключение из игры членов Людей Икс и Фантастической четвёрки и пришли к выводу, что это произошло из-за юридических споров между The Walt Disney Company, Marvel Studios и 20th Century Fox относительно прав на экранизации комиксов об этих персонажей. Прелл и Инь-Пул также были возмущены отсутствием Людей Икс, принимая во внимание их значимость для серии, в частности проект X-Men vs. Street Fighter. Последний сравнил поступок Capcom с ударом «кинжалом в сердце каждого фаната [Marvel vs. Capcom]».
Infinite была номинирована на премию Game Critics Awards как «Лучшая файтинг-игра E3 2017», но проиграла Dragon Ball FighterZ, другой игре со схожим игровым процессом. Также она получила номинации от IGN, The Game Awards и DICE Awards в категории «Лучшая файтинг-игра 2017 года», однако победа досталась Injustice 2. Премию National Academy of Video Game Trade Reviewers Infinite проиграла Cuphead и Tekken 7 в номинациях «Точность управления» и «Игра, франшиза файтинг».

### Продажи
Согласно плану продаж на 2018 финансовый год руководство Capcom планировало продать 2 млн копий Marvel vs. Capcom: Infinite по всему миру. Игра показала плохой результат за первую неделю релиза в Великобритании, дебютировав на 12-м месте в чарте продаж. В то время как версия для PlayStation 4 достигла 16-го места в чарте, версия для Xbox One не смогла попасть в топ 40. В Японии версия для PlayStation 4 заняла 8-е место в чарте продаж Media Create по окончании первой недели релиза с 8 273 проданными копиями, а версия для Xbox One не попала в топ 20; ранее за аналогичный период времени было продано 80 966 копий Marvel vs. Capcom 3: Fate of Two Worlds. Игра достигла 6-го места в чарте Австралии и 7-го места в чарте Новой Зеландии за первую неделю продаж. Она заняла 6-е место в списке самых продаваемых игр в США за сентябрь 2017 года и 19-е место в чарте загрузок PlayStation Store в США за сентябрь. В своём отчёте за первую половину финансового года, которая завершилась 31 марта 2018 года, представители Capcom сообщили, что на момент 30 сентября 2017 года было продано более 900 000 единиц. В своём отчете за третий квартал финансового года, завершившийся 31 марта 2018 года, сотрудники компании заявили, что по состоянию на 31 декабря 2017 года количество продаж превысило 1 млн, в результате чего изначальный план продаж не был выполнен. В отчёте за 2018 год отмечались низкие показатели продаж Infinite. По состоянию на март 2025 года общий объём продаж составил 2,4 млн копий.